# Tess Lieder
Tess Lieder (născută Wester; n. 19 mai 1993, în Heerhugowaard) este o handbalistă neerlandeză care joacă pentru echipa națională a Țărilor de Jos pe postul de portar.
A jucat pentru VfL Oldenburg, SG BBM Bietigheim, Odense Håndbold și CSM București.
La Campionatul Mondial din 2015 ea a câștigat medalia de bronz cu echipa țării sale și a fost selectată în echipa ideală All-Star Team, având cel mai mare procentaj de mingi apărate din competiție.

## Palmares
Club
- Cupa DHB: 
  -  Câștigătoare: 2012

Echipa națională
- Campionatul Mondial:
  -  Medalie de aur: 2019
  -  Medalie de argint: 2015
  -  Medalie de bronz: 2017

- Campionatul European:
  -  Medalie de argint: 2016

- Campionatul Mondial pentru Junioare: 
  -  Medalie de bronz: 2010

- Campionatul European pentru Tineret: 
  -  Medalie de argint: 2011

## Distincții individuale
- Cel mai bun portar la Campionatul Mondial: 2015[7];